# Vorstendom Saksen-Coburg-Eisenach
Het Vorstendom Saksen-Coburg-Eisenach (Duits: Fürstentum Sachsen-Coburg-Eisenach) was een land binnen het Heilige Roomse Rijk dat werd geregeerd door de Ernestijnse linie van het Huis Wettin. Het land ontstond na de Deling van Erfurt in 1572, waarin het Hertogdom Saksen werd verdeeld in Saksen-Weimar en Saksen-Coburg-Eisenach. Het gebied werd opgericht voor de zoons van Johan Frederik de Middelste die in gevangschap stierf. In 1596 verdeelden de twee zoons hun gebieden opnieuw, waardoor Saksen-Coburg en Saksen-Eisenach ontstonden.
Omdat de heersers van Saksen-Coburg-Eisenach ook de hogere titel Hertog van Saksen voerden, wordt het vorstendom ook vaak hertogdom genoemd.

## Heersers
- 1572 - 1596: Johan Casimir en Johan Ernst
  - 1572 - 1586: Regentschap door August van Saksen